# Jack Wong Sue
Jack Wong Sue (12. september 1925 – 16. november 2009) også kendt som Jack Sue var en australsk soldat, musiker og forfatter fra Perth. Wong Sue var medlem af Z Force (også kendt som Z Special Unit), under Anden Verdenskrig.

## Krigen
Efter udbruddet af Stillehavskrigen var Wong Sue 16 år. Han fik en hvid fjer, en hvid fjer har været et traditionelt symbol for fejhed, anvendt, især inden for den britiske hær og i lande, der er forbundet med det britiske imperium, siden det 18. århundrede. Efter flere år forsøgte Wong Sue at slutte sig til Royal Australian Navy, da han fyldte 18 år. Han hævdede, at han blev afvist på grund af racisme på grund af hans kinesiske afstamning. Selv om de australske væbnede styrker ikke havde en officiel politik, der afviste ikke-hvide ansøgere, det er bevis for at diskrimination skete. Den 25. september 1943 blev Wong Sue optaget i Royal Australian Air Force (RAAF), 
På grund af hans asiatiske udseende og flydende malaysisk og kinesisk, blev Wong Sue bedt om at slutte sig til den allierede efterretningstjeneste,
Han nåede en rang af sergent og blev dekoreret med Distinguished Conduct Medal (DCM).

## Efter krigen
Wong Sue blev hjemsendt fra RAAF den 21. januar 1946, hvorefter han vendte tilbage til Perth. Derefter åbnede han en butik til dykkerudstyr. Wong Sue har senere instrueret og rådgivet medlemmer af den australske hærs SAS Regiment.
I 2001 udgav han bogen Blood on Borneo, et minde af sin værnepligt. Han udgav også Ghost of the Alkimos
I 2006 blev Wong Sue tildelt Medal of the Order of Australia, "For tjeneste for samfundet, især gennem bevaring og registrering af militær og maritim historie."

## Død
Wong Sue døde på Perth Hospital, i en alder af 84 år, den 16. november 2009